# 4110 Keats
4110 Keats este un asteroid din centura principală, descoperit pe 13 februarie 1977 de Edward Bowell.